# Jolanta Ogar

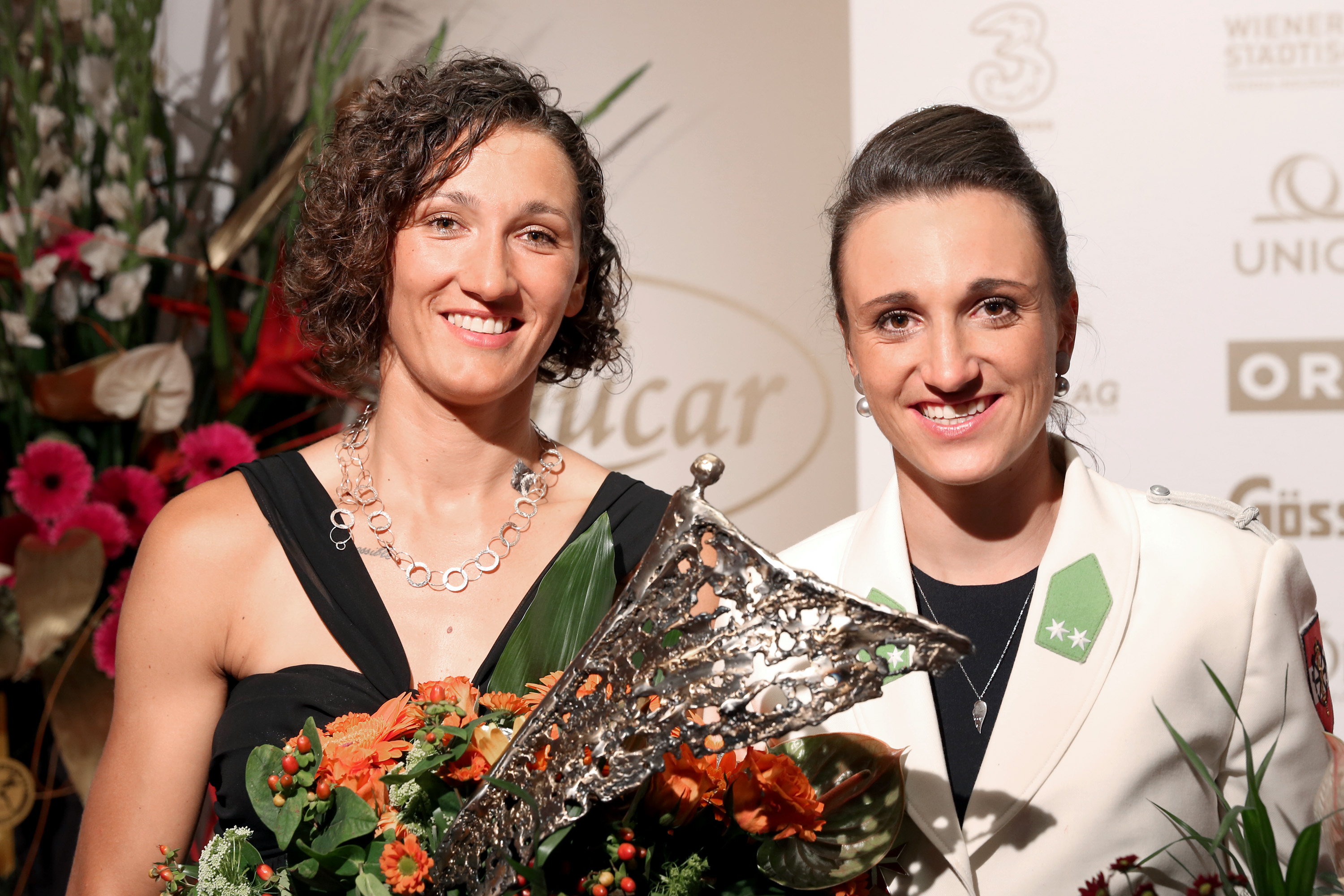
Jolanta Ogar (links) und Lara Vadlau mit der Auszeichnung als österreichisches Team des Jahres 2014

Jolanta Ogar-Hill (* 28. April 1982 in Brzesko, Polen) ist eine polnische Seglerin und dreifache Olympiastarterin (2012, 2016, 2020), die von 2013 bis 2016 für Österreich antrat. 
Mit ihrer Teamkollegin Lara Vadlau wurde sie mehrfach Welt- und Europameisterin in der 470er-Klasse.

## Leben
Anfangs im Volleyball aktiv, wechselte Ogar mit 26 Jahren zum Segeln. An den Olympischen Sommerspielen 2012 in London nahm sie für Polen teil.
Seit 2013 segelte sie als Vorschoterin im Team mit der österreichischen Seglerin Lara Vadlau und zusammen gewannen sie bei den Segel-Weltmeisterschaften 2013 Silber und 2014, als erstes österreichisches Frauenteam, Gold.
Im Juni 2014 wurde Ogar österreichische Staatsbürgerin.
2014 wurden Jolanta Ogar und Lara Vadlau vom österreichischen Sportjournalisten-Verband zur Mannschaft des Jahres gekürt. 2015 gelang ihnen bei der WM in Haifa der erneute Titelgewinn in der 470er-Klasse.
Seit 2017 tritt sie wieder für Polen an. Bei den 2021 ausgetragenen Olympischen Spielen 2020 in Tokio gewann sie mit Agnieszka Skrzypulec die Silbermedaille in der 470er-Klasse.
Jolanta Ogar ist lesbisch und seit 2018 verheiratet.

## Erfolge und Auszeichnungen
- Goldmedaille 470er-Segel-WM 2015 in Haifa, Israel
- Goldmedaille 470er-Segel-WM 2014 in Santander, Spanien
- Bronzemedaille 470er-Segel-WM 2016 in San Isidro (Buenos Aires), Argentinien
- Goldmedaille 470er-Segel-EM 2016 in Palma, Spanien
- Goldmedaille 470er-Segel-EM 2014 in Athen, Griechenland
- Silbermedaille 470er-Segel-WM 2013 in La Rochelle, Frankreich
- Silbermedaille 470er-Segel-EM 2013 in Formia, Italien
- Bronzemedaille 470er-Segel-EM 2017 in Monaco
- Österreichs Mannschaft des Jahres 2014
- Silbernes Ehrenzeichen für Verdienste um die Republik Österreich 2014